# Dermophiidae
A Dermophis a kétéltűek (Amphibia) osztályába és a lábatlan kétéltűek (Gymnophiona) rendjébe tartozó család. A nemeket és fajokat 2014-ben morfológiai és molekuláris vizsgálatok eredményeként választották le a féreggőtefélék (Caeciliidae) családjából.

## Rendszerezés
A családba az alábbi nemek és fajok tartoznak.
- Dermophis Peters, 1880 – 7 faj
  - Dermophis costaricensis
  - Dermophis glandulosus
  - Dermophis gracilior
  - mexikói féreggőte (Dermophis mexicanus)
  - Dermophis oaxacae
  - Dermophis occidentalis
  - Dermophis parviceps

- Geotrypetes Peters, 1880 – 3 faj
  - Geotrypetes angeli
  - Geotrypetes pseudoangeli
  - Geotrypetes seraphini

- Gymnopis Peters, 1874 – 2 faj
  - Gymnopis multiplicata
  - Gymnopis syntrema

- Schistometopum Parker, 1941 – 2 faj
  - Schistometopum gregorii
  - Sao Thoé-i féreggőte (Schistometopum thomense)